# Мангаша Сейюм
Мангаша Сейюм (амх. መንገሻ ሰዩም; 7 декабря 1926, Аддис-Абеба), также Мэнгэша Сейюм — эфиопский политик, член императорский фамилии, лиуль рас. В 1952—1974 — губернатор нескольких провинций Эфиопии. После падения монархии — основатель и лидер Эфиопского демократического союза, участник гражданской войны против марксистско-ленинского режима Дерг. После свержение диктатуры Менгисту Хайле Мариама — легальный политик, лидер Эфиопской партии демократического единства, находился в оппозиции к НФОТ. Поддержал реформы Абия Ахмеда Али. C 1997 является старейшим представителем династического Соломонова дома.

## Эфиопский аристократ
Родился в эфиопской императорской фамилии. Отцом Мангаши Сейюма был рас Сейюм Мангаша, дедом — рас Мангаша Йоханнес, прадедом — император Йоханныс IV. На этом основании Мангаша Сейюм претендовал на императорский трон — как представитель тыграйской ветви Соломоновой династии, пресекшейся с гибелью императора Йоханныса.
Через девять месяцев после рождения в эфиопской столице Мангаша Сейюм вместе с матерью Тайеч Уолдемариам на муле был отправлен на жительство в тыграйское селение Денголат. Жил в Денголате до четырёхлетнего возраста, когда Тайеч Уолдемариам умерла. После этого Мангаша Сейюм вернулся в Аддис-Абебу.
Детство Мангаша Сейюм провёл при своём отце — видном государственном и военном деятеле монархической Эфиопии. Важным впечатлением тех лет стала для него война с Италией, в которой участвовал Сейюм Мангаша. Во время итальянской оккупации Мангаша Сейюм жил с отцом под домашним арестом, изучал итальянский язык. Впоследствии Мангаша Сейюм рассказывал, как они с отцом едва не были убиты в одном из конфликтов с оккупантами.
Мангаша Сейюм получил инженерное образование, занимал пост в министерстве общественных работ. Был председателем правления государственной авиакомпании Ethiopian Airlines. В 1952 Мангаша Сейюм с титулом лиуль дэджазмач был назначен губернатором провинции Арси. В 1955—1958 — губернатор провинции Сидамо. В 1960 году, после гибели отца при попытке государственного переворота, Мангаша Сейюм с титулом лиуль рас стал губернатором провинции Тыграй. Занимал этот пост до свержения монархии. По поручению императора Хайле Селассие I участвовал в создании Организации африканского единства.
В 1965 году Мангаша Сейюм награждён Большим крестом Королевского Викторианского ордена.

## Антикоммунистический повстанческий лидер
В сентябре 1974 года эфиопская монархия была свергнута в результате военного переворота. К власти пришла марксистско-ленинская группа ДЕРГ во главе с Менгисту Хайле Мариамом. Установился режим «реального социализма». Начались массовые репрессии.
Мангаша Сейюм был вызван из Мэкэле в Аддис-Абебу. Этот вызов с большой вероятностью означал смертную казнь. Мангаша Сейюм скрылся в труднодоступном районе Тыграя и организовал антикоммунистическую повстанческую группировку Эфиопский демократический союз (ЭДС). Ближайшими соратниками Мангаши Сейюма стали императорский генерал Нега Тегне, известный агроменеджер Шалека Атано Васи, Сейюм Мангаша-младший (сын Мангаши Сейюма), члены императорской фамилии Алене Деста и Мулугета Деста (двоюродные братья Аиды Десты).
В ЭДС объединились консервативные единомышленники Мангаши Сейюма — бывшие офицеры императорской армии, земельные собственники, иногда представители интеллигенции и священнослужители Эфиопской православной церкви. Социальную базу составили крестьяне Тыграя. Целью организации было заявлено вооружённое свержение коммунистического режима ДЕРГ. Несмотря на феодально-монархическое происхождение, официально ЭДС позиционировался как демократическая организация, государственным устройством Эфиопии предлагалась конституционная монархия. Мангаша Сейюм рассматривался многими сторонниками как будущий император. Однако этот титул в изгнании получил Асфа Уосэн, сын Хайле Селассие I, под именем Амха Селассие.
ЭДС активно участвовал в эфиопской гражданской войне на её начальном этапе. Повстанческие формирования ЭДС под командованием опытных военных вели вооружённую борьбу с войсками ДЕРГ. Однако в 1978 году ЭДС потерпел несколько серьёзных поражений. Одной из причин стали непримиримые идейно-политические разногласия консервативных монархистов Мангаши Сейюма с другими группами вооружённой оппозиции — прежде всего Народным фронтом освобождения Тыграй (НФОТ). Союзниками ЭДС парадоксальным образом стали радикальные марксисты и социалисты из Эфиопской народно-революционной партии (ЭНРП).
Вооружённая борьба ЭДС практически прекратилась в 1981 году. Сторонники Мангаши Сейюма сосредоточились в основном на политической пропаганде в эфиопской эмиграции. Сам он проживал в Лондоне, затем в Вашингтоне и Алегзандрии.

## Оппозиционный политик
В 1991 году режим Менгисту Хайле Мариама был свергнут. Гражданская война окончилась. Мангаша Сейюм вернулся в Эфиопию. ЭДС участвовал в политической жизни как правоконсервативная организация, с 2000 года — праволиберальная политическая партия. В 2003 году ЭДС объединился с Эфиопской демократической партией в Эфиопскую партию демократического единства; продолжал сотрудничество с ЭНРП. Почётным председателем стал Мангаша Сейюм. Он и его сторонники выступают с позиций демократии, рыночной экономики, национального единства и территориальной целостности Эфиопии.
Мангаша Сейюм находился в оппозиции правительству Революционно-демократического фронта (РДФЭН), основу которого составлял НФОТ. В марте 2016 года Мангаша Сейюм выступил с осуждением политики НФОТ за «принудительный этнический федерализм» и «разжигание ненависти между эфиопами».
Постепенно Мангаша Сейюм отошёл от практической политики. Однако во время военного конфликта с Эритреей глава эфиопского правительства Мелес Зенауи обращался к Мангаше Сейюму за исторической документацией, подтверждающей принадлежность спорных районов Эфиопии.

## Сторонник реформ
Весной 2018 НФОТ и РДФЭН были отстранены от власти после 27-летнего правления. Новое правительство возглавил Абий Ахмед Али. Мангаша Сейюм поддержал заявленную Абием программу демократических реформ. Его политические сторонники присоединились к национал-либеральной партии Граждане Эфиопии за социальную справедливость, которую возглавил Берхану Нега (ранее активист ЭНРП, затем лидер повстанческого движения Ginbot 7).
В конце 2018 года парламент Эфиопии учредил Комиссию по национальному примирению — орган для изучения социально-политических конфликтов и выработки рекомендаций по их урегулированию. В статусе старейшины в состав комиссии был включён Мангаша Сейюм.
В ходе войны в Тыграе Мангаша Сейюм поддержал федеральное правительство Абия. Правительственная сторона, среди прочего, ссылалась на его свидетельство как бывшего губернатора о прохождении границы Тыграя по реке Тэкэзе.

## Семейные связи
В 1949 году женой Мангаши Сейюма стала принцесса Аида Деста, внучка Хайле Селассие I. В браке супруги имели пятерых сыновей и двоих дочерей. Брак считался исключительно удачным, семейная жизнь — «идиллической».
Аида Деста отказалась скрыться или эмигрировать после падения монархии. 14 лет она провела в тюрьме, стойко выдержав суровые условия заключения. Освободившись в 1988, воссоединилась с мужем в эмиграции. Затем супруги вместе вернулась в Эфиопию. Скончалась Аида Деста в 2013 году.
Сестра Мангаши Сейюма — Уолете Исраэль Сейюм — жена Амха Селассие, была известна как художница в жанре христианской живописи и православной иконописи. Она оказалась единственной эфиопской принцессой, не подвергшейся репрессиям. Скончалась в 1988 году.
После кончины Амха Селассие в 1997 году Мангаша Сейюм является старейшим представителем Соломонова дома и эфиопского дворянства. На церемониальных мероприятиях ему отдаётся приоритет перед всеми мужчинами фамилии, кроме главы императорского дома Зеры Якоба Амха Селассие, внука Хайле Селассие I.